# Sivaporn Ratanapool
Sivaporn Ratanapool (thailändisch ศิวพร•รัตนพูล; * 17. März 1954) ist ein ehemaliger thailändischer Radrennfahrer.

## Sportliche Laufbahn
Ratanapool war im Straßenradsport aktiv und Teilnehmer der Olympischen Sommerspiele 1972 in München. Im olympischen Straßenrennen schied er aus. Im Mannschaftszeitfahren kam Thailand mit Sataporn Kantasa-Ard, Pinit Koeykorpkeo, Sivaporn Ratanapool und Panya Singprayool-Dinmuong auf den 34. Rang des Rennens.